# Kader
Der Ausdruck Kader (der, Schweizerdeutsch das; von französisch quadre, cadre ‚Geviert, besonderer Bereich‘; russisch кадры kadry, aus dem Französischen) bezeichnete ursprünglich eine besondere Gruppe militärischer Vorgesetzter. Heute wird der Begriff auf besonders qualifizierte bzw. geschulte Führungskräfte in Politik und Wirtschaft angewendet, die oftmals innerhalb der jeweiligen Organisation rekrutiert werden.
Im politischen Sprachgebrauch der UdSSR und ihrer Satellitenstaaten (darunter in der DDR) bezeichnete der Begriff besonders vertrauenswürdige Führungskräfte für die Partei. So wird eine Kaderpartei von den ausgewählten Kadern geführt. Später wurde der Begriff verallgemeinert auf Personal allgemein.
In Deutschland und Österreich wird der Begriff heute vor allem im Sport benutzt (Mannschaftskader).
Mit Kader kann sowohl eine Personengruppe als auch eine zu dieser Gruppe gehörende Einzelperson bezeichnet sein.

## Sozialistische Staaten
Der Begriff bezeichnet die Beamten oder Parteifunktionäre in autokratischen Staatssystemen, speziell in sozialistischen Staaten (heute u. a. Volksrepublik China, Kuba). Im sowjetischen Einflussbereich waren Kader ein durch politische und fachliche Kenntnisse und Fähigkeiten führender Personenkreis im Partei- und Ideologiebereich („Parteikader“, „Führungskader“, „Leitungskader“, „Nachwuchskader“, „Kaderpolitik“, „Kaderleitung“). Insbesondere zählten die Funktionäre der Parteien und Massenorganisationen (Leitungskräfte) und die Hoch- und Fachschulabsolventen (Experten) dazu, normale Werktätige aber nicht.
Die Personalabteilung eines Betriebes hieß in der DDR „Kaderabteilung“, der Leiter dieser Abteilung „Kaderleiter“. Reisekader hatten die Erlaubnis, ins nichtsozialistische Wirtschaftsgebiet zu reisen, um dort Aufgaben für ihre Betriebe oder Institutionen zu erfüllen.

## Politik und Wirtschaft
Heute bezeichnet der Ausdruck im deutschen Sprachraum Führungskräfte oder Eliten in eher großen Organisationen, zum Beispiel Parteien oder in der Industrie. Häufiger spricht man allerdings von Funktionären.
In der Schweiz wird der Begriff Kader ohne negative Beiklänge für Führungskräfte allgemein verwendet. Eine Kaderposition ist entsprechend eine Führungsposition.

## Sport

### Mannschaftskader
Der Begriff wird in Sportarten verwendet, die als Mannschaftssport betrieben werden. Die Teamgröße ist durch die Regeln festgelegt. Um erfolgreich an Meisterschaften und Turnieren teilnehmen zu können, brauchen Mannschaften einen Kader, der erheblich größer ist als die zu einem Spiel antretende Anzahl von Spielern.

### Sportförderung
Darüber hinaus bezeichnet der Begriff die von den Sportverbänden geförderten Sportler. Diese werden anhand bestimmter Leistungskriterien in verschiedene Kader eingestuft. In Deutschland gibt es Bundeskader (im Regelfall A-/B-/C-Kader), in denen die Sportler durch den Bundesverband sowie ggf. durch die Stiftung Deutsche Sporthilfe gefördert werden, und Landeskader (im Regelfall D-Kader), in denen die Sportler durch die jeweiligen Landesverbände gefördert werden. Es gibt auch Ponykader und Perspektivkader zur Nachwuchsförderung.
Die Kader wurden in der Bundesrepublik vom Bundesausschuss Leistungssport 1970 eingeführt, um zur Leistungsförderung zwischen einzelnen Fachverbänden Vergleichbarkeit und Transparenz zu schaffen. Im A-(Bundes)Kader sind hierbei die Sportler/-innen, die bei den letzten Olympischen Spielen/Weltmeisterschaften eine Platzierung im Endkampf (unter den ersten 8 ggf. nur 6) erreichten. Im B-Kader sind so viele, wie erforderlich sind, um in A- und B-Kader zusammen die doppelte Anzahl der Startplätze bei Olympischen Spielen/Weltmeisterschaften zu füllen (z. B. Leichtathletik – pro Disziplin max. 3 Startplätze, A- plus B-Kader = 6 Personen). Im C-Bundeskader sind doppelt so viele wie in A- und B-Kader zusammen (z. B. Leichtathletik 12 Personen).

#### Leistungssportreform
Seit Beginn der Leistungssportreform (2017/2018) umfassen die DLV-Bundeskader je nach Leistung und Alter der Athleten die Kaderstufen Olympiakader (OK), Perspektivkader (PK), Ergänzungskader (EK) sowie im Nachwuchsbereich die Nachwuchskader 1 (U23), 2 (U20) und 3 (U18). Die Berufung in einen Bundeskader orientiert sich an der sportfachlichen Prognose der Leistungsfähigkeit eines Athleten.

## Militär
Als Kader oder Kaderarmee werden solche Streitkräfte bezeichnet, die einen Grundstock von spezialisierten Fachkräften, Offizieren und Unteroffizieren bereithalten, die im Krieg durch Reservisten verstärkt werden.

### Deutschland

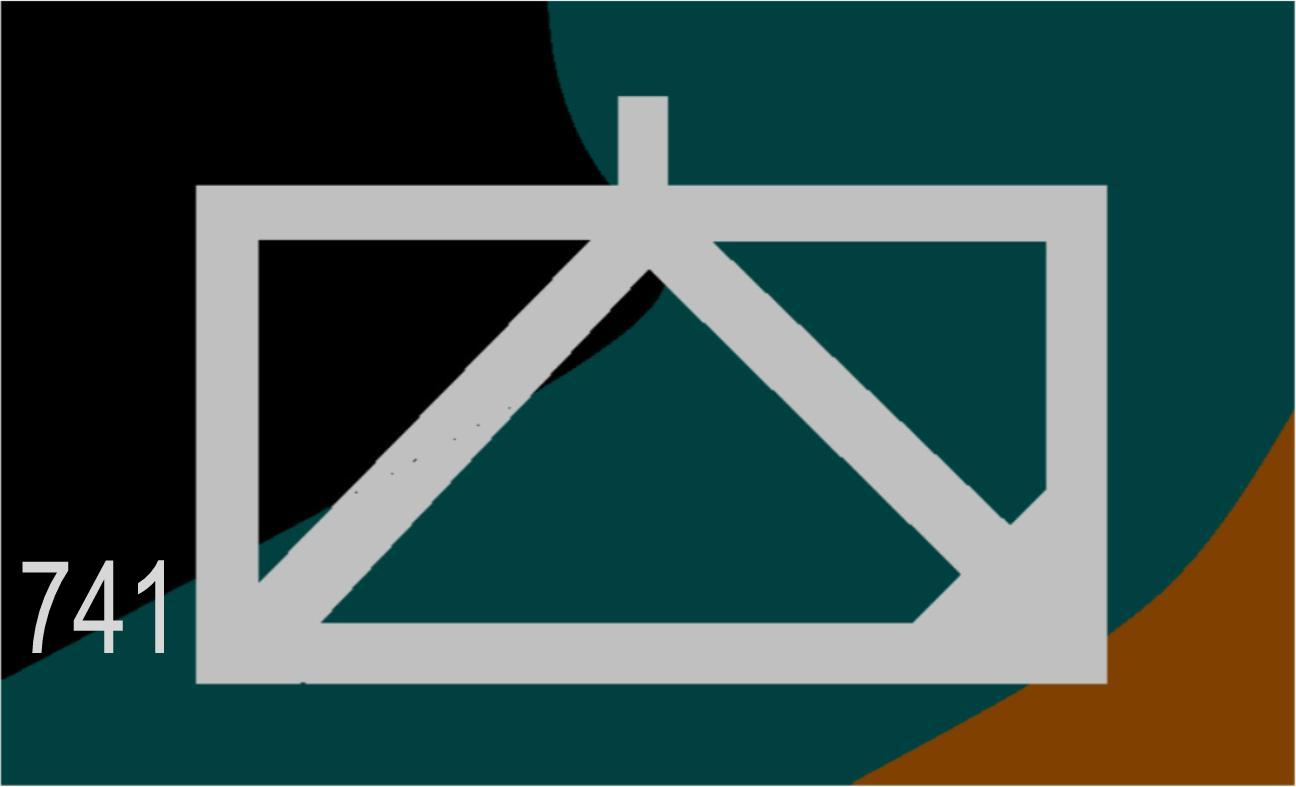
Taktisches Zeichen einer nichtaktiven Panzerjägerkompanie

In der Bundeswehr bezeichnet der Kader den aktiven Teil einer sonst nicht-aktiven Einheit. Dieser ist meistens recht klein und verwaltet in der Regel lediglich die Unterlagen der zugeordneten Reservisten. Beispiele sind die Lazarettregimenter (LazRgt) und Reservelazarettgruppen (ResLazGrp), die nur im Verteidigungsfall aktiviert und mit Reservisten (Ärzten, Pflegern, Sanitätssoldaten) besetzt werden. Die nicht-aktiven Teileinheiten sind lediglich mit einigen Stabsdienstsoldaten (meistens ältere Feldwebel) besetzt, die dann Kader genannt werden. Der Chef des Kaders wird als Führer Kaderpersonal bezeichnet.

### Schweiz
In der Schweizer Armee werden alle Unteroffiziere und Offiziere als Kader bezeichnet. Wenn man vom höheren Kader spricht, sind bei den Dienstgraden der Schweizer Armee die höheren Unteroffiziere und die Offiziere gemeint. Ein höheres Kader gibt es allerdings reglementarisch nicht, es gibt lediglich ein Kader.

### Österreich
Im österreichischen Bundesheer werden mit Kader allgemein sämtliche Offiziere und Unteroffiziere sowie die Chargendienstgrade (ausgenommen Rekrut) und im Speziellen alle Dienstgrade ab dem Gefreiten in einer Kommandantenfunktion bezeichnet und angesprochen.

## Autokader
Der Wiener Autokader war während des Ersten Weltkrieges die größte militärische Automobilwerkstätte im damaligen Österreich-Ungarn.